# مارستون (کارولینای شمالی)
مارستون (به انگلیسی: Marston) یک منطقهٔ مسکونی در ایالات متحده آمریکا است که در کارولینای شمالی واقع شده‌است. مارستون ۱۲۸٫۹۳ متر بالاتر از سطح دریا قرار دارد.